# I lilleputtarnas land
I lilleputtarnas land (engelska: The Merry Dwarfs) är en amerikansk animerad kortfilm från 1929. Filmen ingår i Silly Symphonies-serien.

## Handling
Filmen handlar om livet i en by, där bland annat ett gäng dvärgar dansar och några stadsbor som rullar ut öltunnor.

## Om filmen
I filmen spelas musik från operan Trubaduren av Giuseppe Verdi.